# Медичи, Джованни (1567—1621)
Джова́нни Ме́дичи (итал. Giovanni de' Medici; 13 мая 1567, Флоренция, Флорентийская республика — 19 июля 1621, Мурано, Венецианская республика) — дон, нетитулованный испанский гранд. Незаконнорожденный сын Козимо I, великого герцога Тосканcкого из дома Медичи. Военный, дипломат и меценат. Писатель и архитектор, известный астролог и алхимик. Театрал, некоторое время руководивший труппой Конфиденти. Собрал богатую библиотеку на разных европейских языках. Коллекционировал произведения искусства.
Из-за брака с женщиной с сомнительной репутацией разорвал отношения с домом Медичи. После смерти его останки не были перенесены в капеллу Медичи во Флоренции, и их захоронили в капелле Бальони в Венеции. Его брак был признан недействительным, и единственный ребёнок утратил статус законнорожденного.

## Биография

### Ранние годы
Джованни Медичи родился во Флоренции 13 мая 1567 года. Он был внебрачным сыном Козимо I, герцога Флоренции, будущего великого герцога Тосканы, и красавицы Элеоноры дельи Альбицци. Отец его был сыном известного кондотьера Джованни делле Банде Нере и Марии Сальвиати, внучки Лоренцо Великолепного. Мать принадлежала к влиятельным семьям флорентийских патрициев Альбицци и Содерини и была дочерью Луиджи дельи Альбицци и Наннины, урожденной деи Содерини.
Джованни родился спустя пять лет после смерти своего единокровного брата, кардинала Джованни Медичи, законного сына Козимо I от Элеоноры Альварес де Толедо. Его назвали в честь деда по отцовской линии, на которого, по мнению его отца, он был похож. В тот же день герцог Флоренции официально признал его сыном и даровал ему значительную собственность на территории Тосканы и денежные средства, которые хранились в Испании и Португалии. Вскоре после рождения сына Козимо I расстался с его матерью, которую выдал замуж за благородного флорентийца Бартоломео Панчатики. Он отобрал у Элеоноры сына и поручил его воспитание своей дочери Изабелле, герцогине Браччано. После смерти отца и сестры, заботы о несовершеннолетнем бастарде легли на плечи его старших братьев, Франческо и Фердинандо.
Джованни получил хорошее образование. Его учителями были врач и гуманист Баччо Бальдини и математик Остилио Риччи. Он проявил большие интеллектуальные способности в изучении философии и математики. В нём раскрылись художественные таланты. Джованни свободно владел латынью, освоил иврит, арамейский и древнегреческий языки; свободно изъяснялся на французском, испанском, немецком и английском языках.

### Военная и дипломатическая карьера
Первое дипломатическое поручение Джованни получил в возрасте двенадцати лет. В 1579 году он прибыл в Венецию с благодарностью от великого герцога Тосканского за особую честь, которую республика оказала его невесте. Осенью того же года Франческо I думал отправить единокровного брата ко двору короля Филиппа II в Мадрид, но передумал. В 1581 году Джованни прибыл в Геную, чтобы от лица великого герцога выразить почтение вдовствующей императрице Марии.
В 1587 году Джованни поступил на службу в армию Испанского королевства во Фландрии под командованием Алессандро Фарнезе. Почти сразу после прибытия он заболел и был при смерти, но выздоровел. Осенью того же года новый великий герцог Тосканский, его единокровный брат Фердинандо I потребовал от него прибыть во Флоренцию. В 1589 году Джованни вернулся на родину и поступил на службу к великому герцогу. Выполнял различные поручения: представлял великое герцогство на конклавах 1590—1592 годов, сопровождал во дворец Питти дядю Фердинандо I, кардинала Шарля Лотарингского, когда тот прибыл во Флоренцию. Он также отвечал за состояние фортификационных сооружений на территории великого герцогства. Дослужился до звания командира тосканской пехоты и генерала флорентийского ополчения.
В 1594—1596 годах командовал тосканским воинским контингентом в составе армии императора Рудольфа II, воевавшего с Османской империи в Венгрии. Участвовал в битве при Дьере, освобождении Эстергома и Вышеграда. В 1596 году, вместе с эрцгерцогом Фердинандом Штирийским, взял город Канижу, за что ему было присвоено звание генерала артиллерии армии Священной Римской империи. В том же году вернулся во Флоренцию. В 1597 году, выполняя приказ великого герцога, Джованни возглавил небольшую флотилию и гарнизон замка Иф близ побережья Французского королевства, чтобы защитить короля Генриха IV от армии Католической лиги. Он успешно отбил нападение на замок армии лиги под командованием герцога Шарля I де Гиза, после чего стороны договорились о перемирии на месяц.

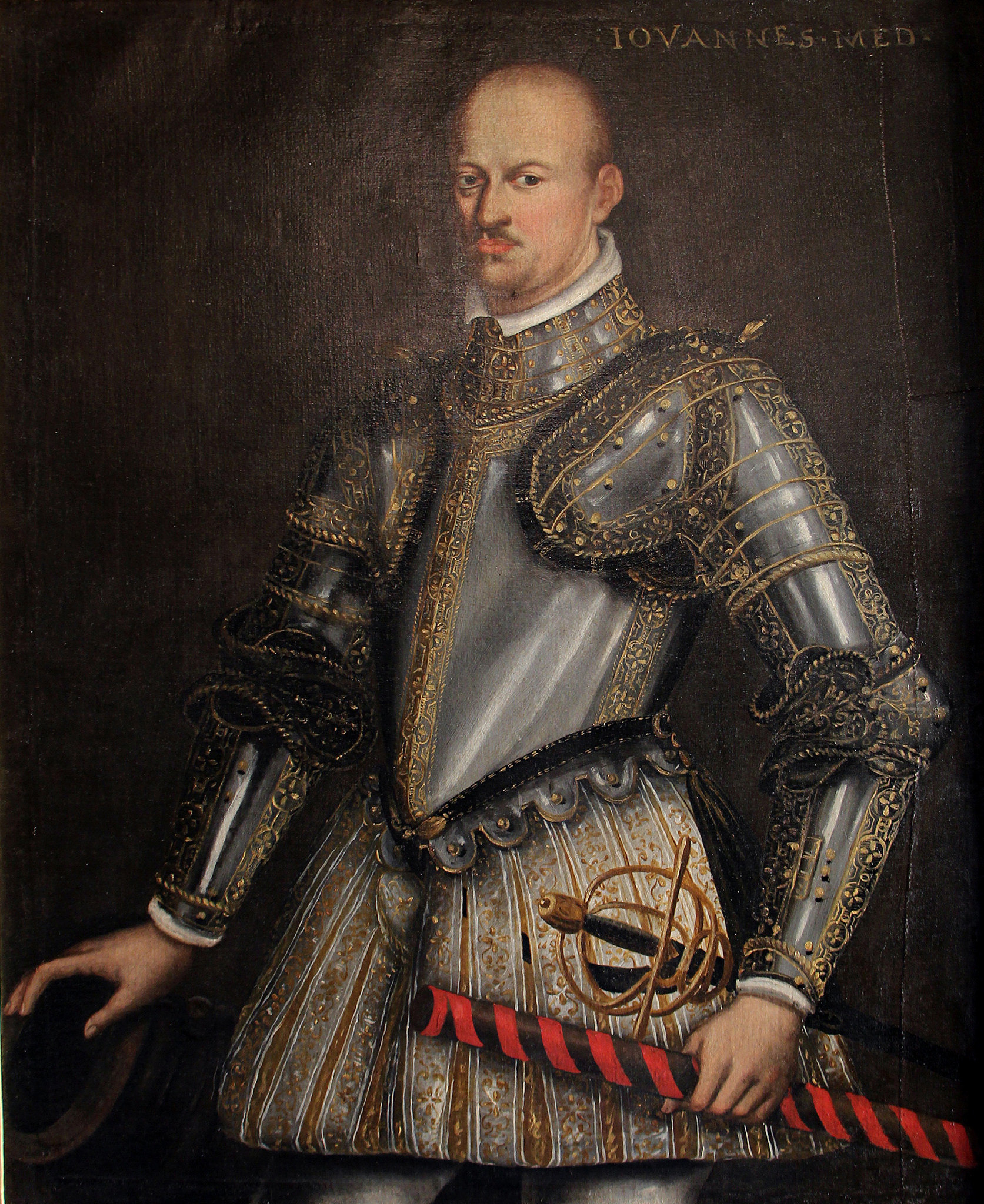
Портрет кисти неизвестного мастера Флорентийской школы

С 1598 по 1600 год служил послом великого герцогства в Испанском королевстве. Он представлял дом Медичи на похоронах Филиппа II и коронации Филиппа III. Ему не удалось договориться о новом соглашении об управлении Сиеной из-за охлаждения отношений между Флоренцией и Мадридом. Тем не менее, он пользовался доверием тосканского великого герцога и уважением испанского короля, который в 1598 году присвоил ему обращение «гранд Испании», но без титула. В 1600 году Джованни сопровождал племянницу Марию Медичи на её свадьбу с французским королём Генрихом IV.
В 1601 году Джованни в звании генерала снова участвовал в войне с Османской империей на территории Венгрии, в частности, участвовал во взятии крепости Канижа. В следующем году в армии Испанского королевства во Фландрии принимал участие в осаде Остенде. В 1605 году, недовольный уровнем жалования, оставил армию Филиппа III и предложил свои услуги при дворах в Лондоне и Париже. Он переехал во Францию, где поступил на службу к племяннице-королеве. Фердинандо I снова назначил его послом при дворе в Мадриде, но Джованни отказался. Однако его служба при дворе в Париже была недолгой из-за интриг фаворита племянницы.
В 1608 году он поступил на службу Венецианской республике. Осенью 1610 года получил звание генерала. В 1611 году новый великий герцог Тосканский, его племянник Козимо II, пригласил дядю во Флоренцию. Джованни был ответственен за формирования народной милиции и строительство порта в Ливорно. Он также исполнял дипломатические поручения племянника в Риме: в 1612 году вёл переговоры о получении папского благословения на брак принцессы Екатерины Медичи с принцем Генри Стюартом и в 1613 году сумел урегулировать конфликт между домом Медичи и Святым Престолом из-за нарушения тосканской армией границы Папского государства во время первой войны за Монферратское маркграфство.
В 1615 году, после женитьбы Джованни на женщине с сомнительной репутацией, его отношения с великим герцогом испортились. Он снова переехал в Венецию, где с 1616 по 1617 год был верховным главнокомандующим армией и участвовал в Ускокской войне против армии эрцгерцога Фердинанда Штирийского. Его участие в войне против дома Габсбургов подверглось осуждению со стороны дома Медичи. Джованни успешно атаковал, но разногласия с командующим нидерландским корпусом Иоганном Эрнстом ван Нассау-Зигеном лишили его победы. Тяжело переживая поражение, он подал в отставку и поселился на острове Мурано.
Джованни Медичи умер 19 июля 1621 года на вилле в Мурано. Венецианская республика похоронила его за казенный счет в капелле Бальони в церкви Святой Люции.

### Брак и потомство
В 1619 году Джованни сочетался браком с Ливией Вернацца, женщиной незнатного происхождения и с неоднозначной репутацией, от которой у него было двое детей — сын Джанфранческо Мария Медичи (1619—1689) и безымянная дочь, родившаяся уже после смерти Джованни и умершая вскоре после рождения (1621 год). После смерти его племянника, великого герцога Козимо II, вдова последнего Мария Магдалина Австрийская, бывшая регентом, аннулировала брак Джованни и Ливии, лишив его сына имущественных прав. Единственное, что получил Джанфранческо от дома Медичи, это образование, которое ему обеспечила жена его старшего брата, вдовствующая великая герцогиня Кристина Лотарингская.

### Меценат

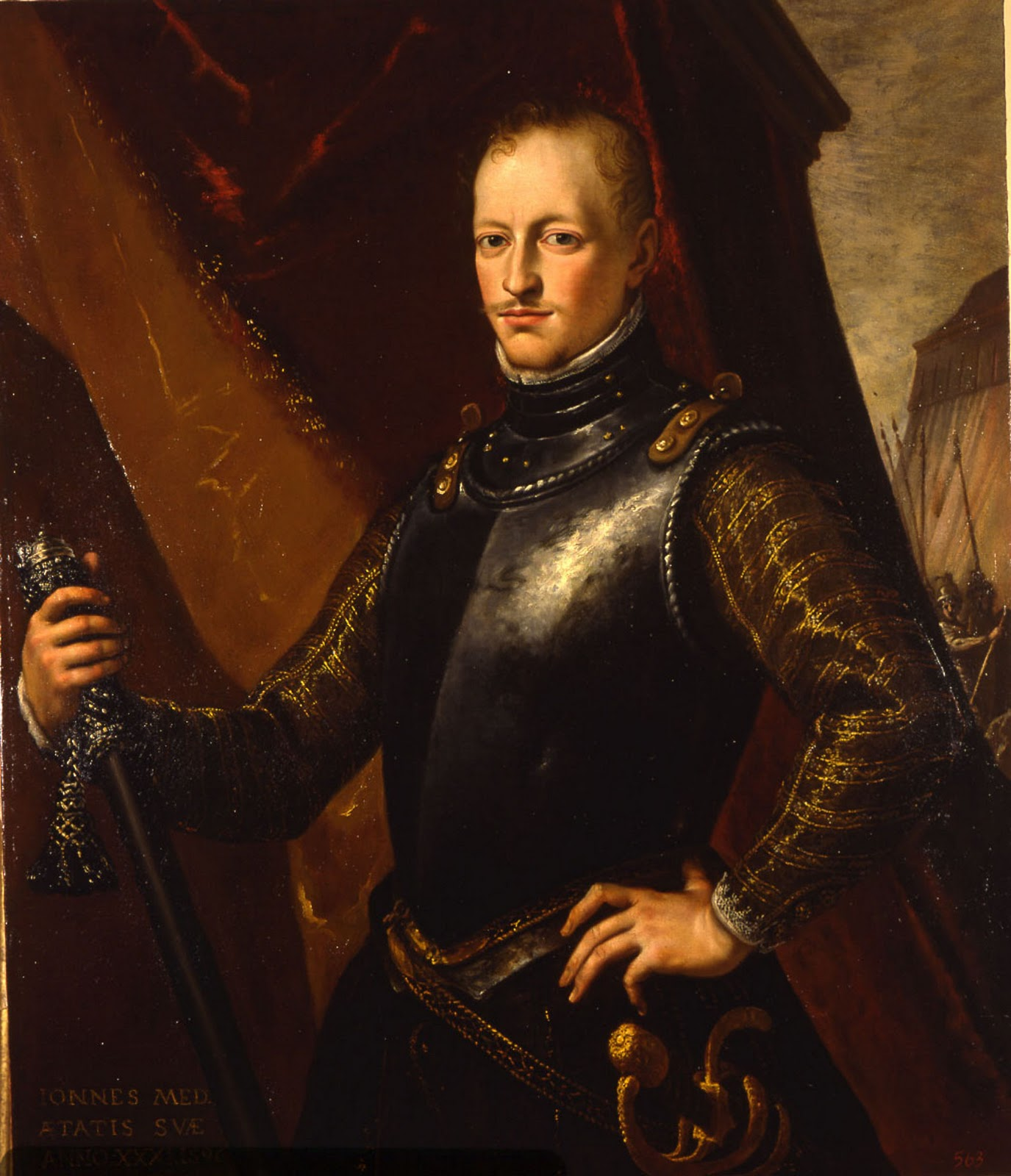
Портрет кисти неизвестного

Джованни, получивший хорошее образование, всю жизнь интересовался литературой, искусством и наукой и был меценатом. С помощью друга-еврея Бенедикта Бланиса, он собрал богатую библиотеку, в которую вошли политические и философские трактаты, художественные произведения, сочинения по грамматике, медицине и алхимии на латинском, греческом, итальянском, французском и немецком языках. В его библиотеке хранились и запрещенные в то время книги, например «Гаргантюа и Пантагрюэль» Франсуа Рабле.
Джованни также коллекционировал произведения искусства. Для виллы Ла Фердинанда во Флоренции им была собрана серия картин со батальными сценами во Фландрии. По его заказу в 1618 году художник Жак Калло сделал копии отдельных произведений. С 1581 года Джованни был членом философской и литературной Академии Фьорентина. С 1608 года покровительствовал Академии Инкостанти. Им был написан ряд драматических и поэтических сочинений, большей частью сонетов. Его письма пользовались популярностью при дворе во Флоренции. Он также являлся автором нескольких политических, военных и литературных трактатов. Написанное им сочинение о ситуации во Фриули в 1615—1617 годах было запрещено к публикации в великом герцогстве из-за антииспанской направленности.
В сферу его интересов входил и театр, комедия дель арте. Известно о переписке между ним и Фламиньо Скала и Никколо Барбьери, главными актерами труппы Конфиденти, которой он руководил с 1613 по 1621 год.
Джованни также был архитектором, находившимся под влиянием Бернардо Буонталенти, с которым в 1590 году он построил новые порт и крепость в Ливорно и участвовал в строительстве нового собора Ливорно. Покровительствовал архитекторам Маттео Ниджетти и Алессандро Пьерони. Вместе с Маттео Ниджетти им был создан проект капеллы Принцев для церкви святого Лаврентия во Флоренции, а с Алессандро Пьерони — проект новой крепости Бельведере в саду при дворце Питти. В 1594—1595 годах руководил реставрацией собора Пизы и создал фасад пизанской церкви рыцарей Ордена святого Стефана.
Интерес Джованни к науке большей частью ограничивался астрологией и алхимией. Особенный интерес к последней он приобрёл, когда находился при дворе Рудольфа II, императора Священной Римской империи, в Праге. Ей он посвятил свой трактат «Зеркало истины, или торжество правды». Джованни также занимался экспериментами по производству лекарств. Его конфликт с Галилео Галилеем начался в 1589 году в Пизанском университете, когда учёный подверг критике гидравлическую машину, изобретённую Джованни. По этой причине в 1591 году Галилео был вынужден перейти в Падуанский университет. Конфликт возобновился в 1611 году во Флоренции из-за спора о плавающих телах.

## В культуре
Сохранились портреты Джованни в зрелом возрасте, принадлежащие кисти Кристофано дель Альтиссимо, Джованни Леонардо Хеннера, Филиппо Шамероне и Санти ди Тито, и несколько портретов кисти неизвестных авторов, в том числе портрет начала XVII века кисти флорентийского мастера, который хранится на вилле Черрето Гуиди под Флоренцией. Джованни изображён на картине Якопо да Эмполи «Свадьба по доверенности Марии Медичи и Генриха IV», которая входит в собрание галереи Уффици во Флоренции.

## Комментарии
1. ↑  Крёстной матерью Элеоноры дельи Альбицци была Элеонора Толедская, жена её любовника Козимо I, с которым она сошлась уже после смерти его супруги[2].
2. ↑  По слухам, Козимо I удалил Элеонору дельи Альбицци из-за подозрений, что между ней и его младшим сыном Пьетро возникли отношения интимного порядка[5].